# Pambai

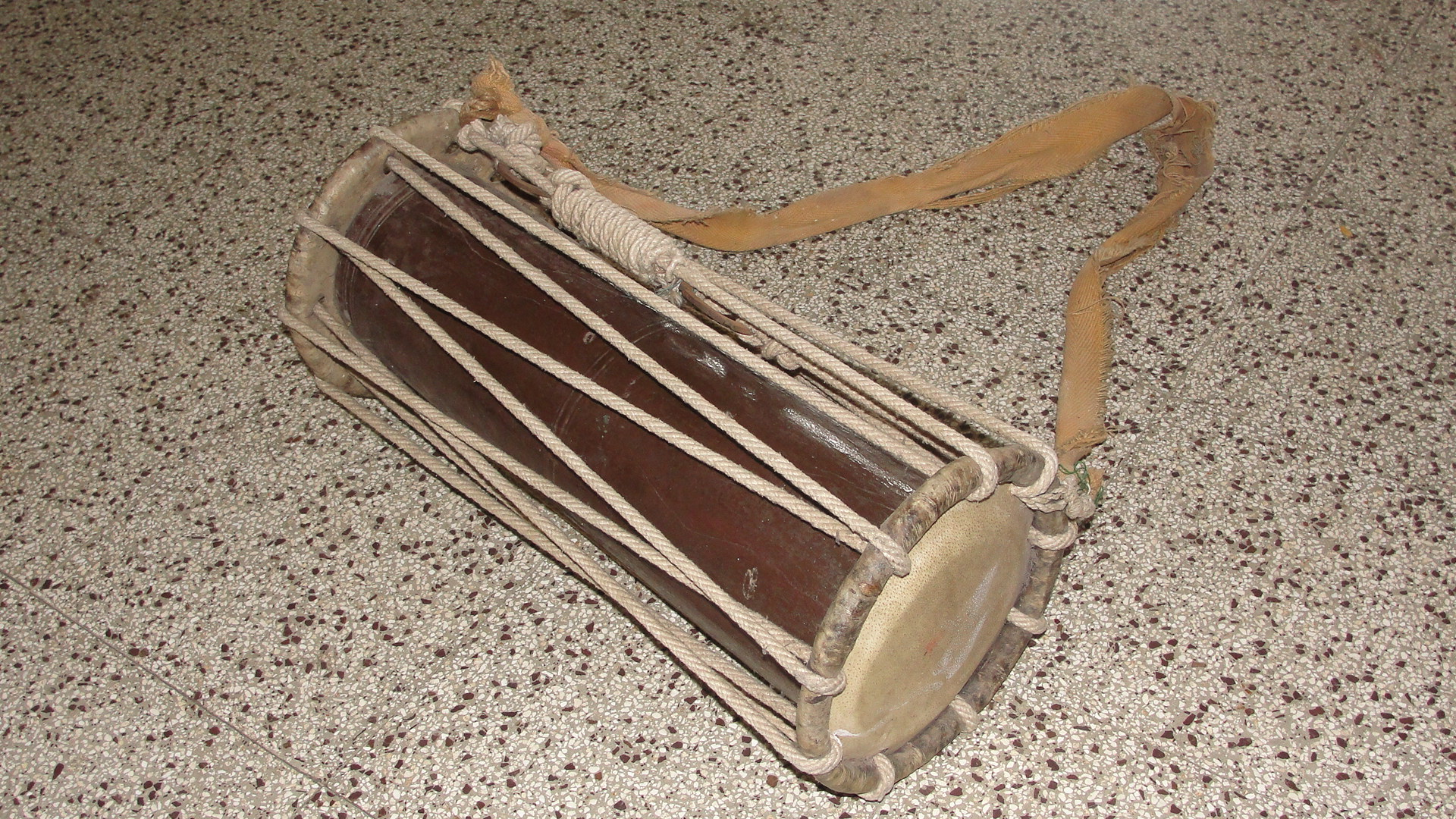
Eine der beiden Trommeln

Pambai (Tamil) oder pamba (Telugu) ist eine Doppeltrommel, die aus zwei miteinander verbundenen, beidseitig bespannten Röhrentrommeln besteht und überwiegend in der devotionalen indischen Volksmusik in den südindischen Bundesstaaten Tamil Nadu und Andhra Pradesh gespielt wird.

## Bauform

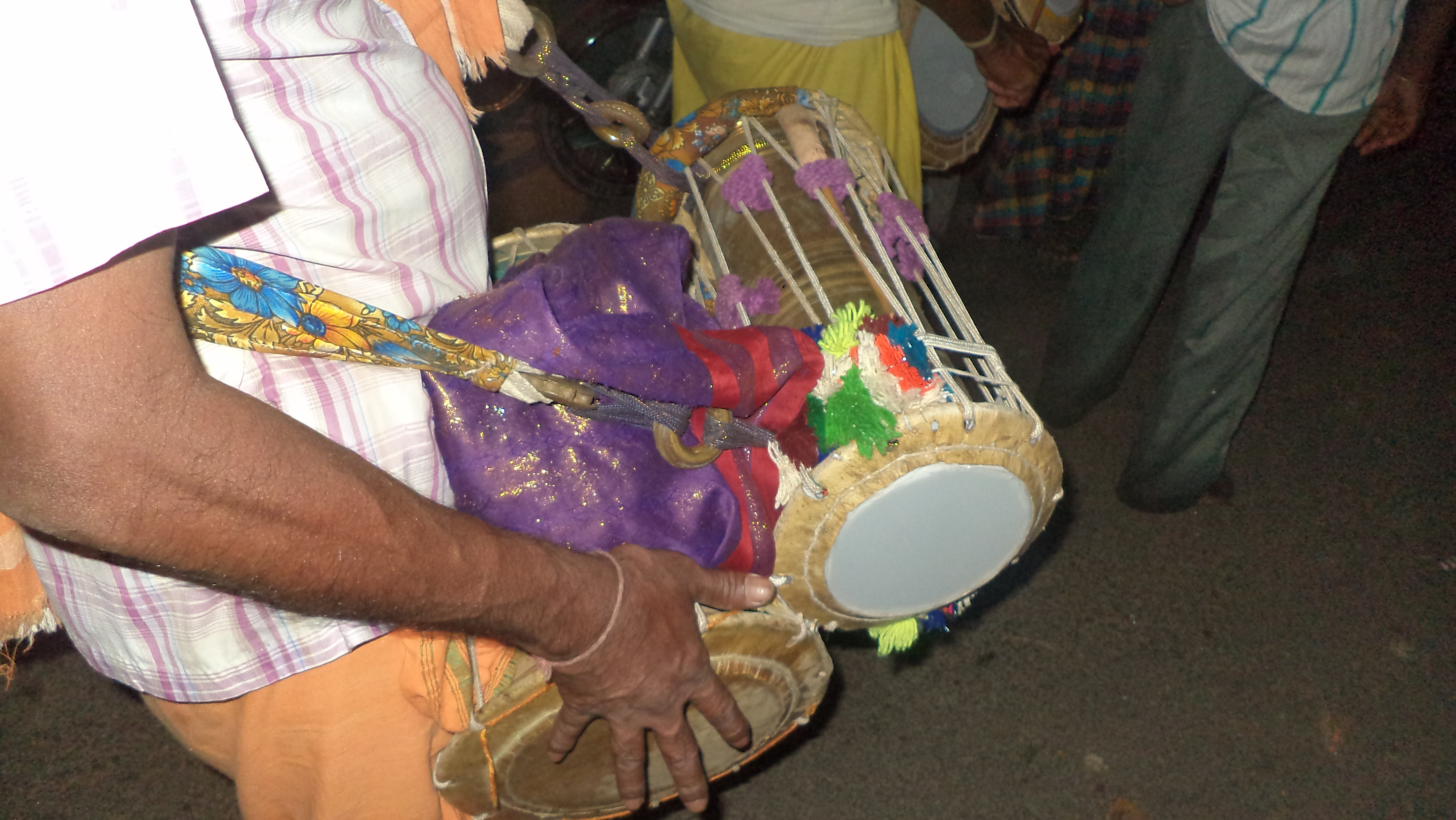
Spielposition

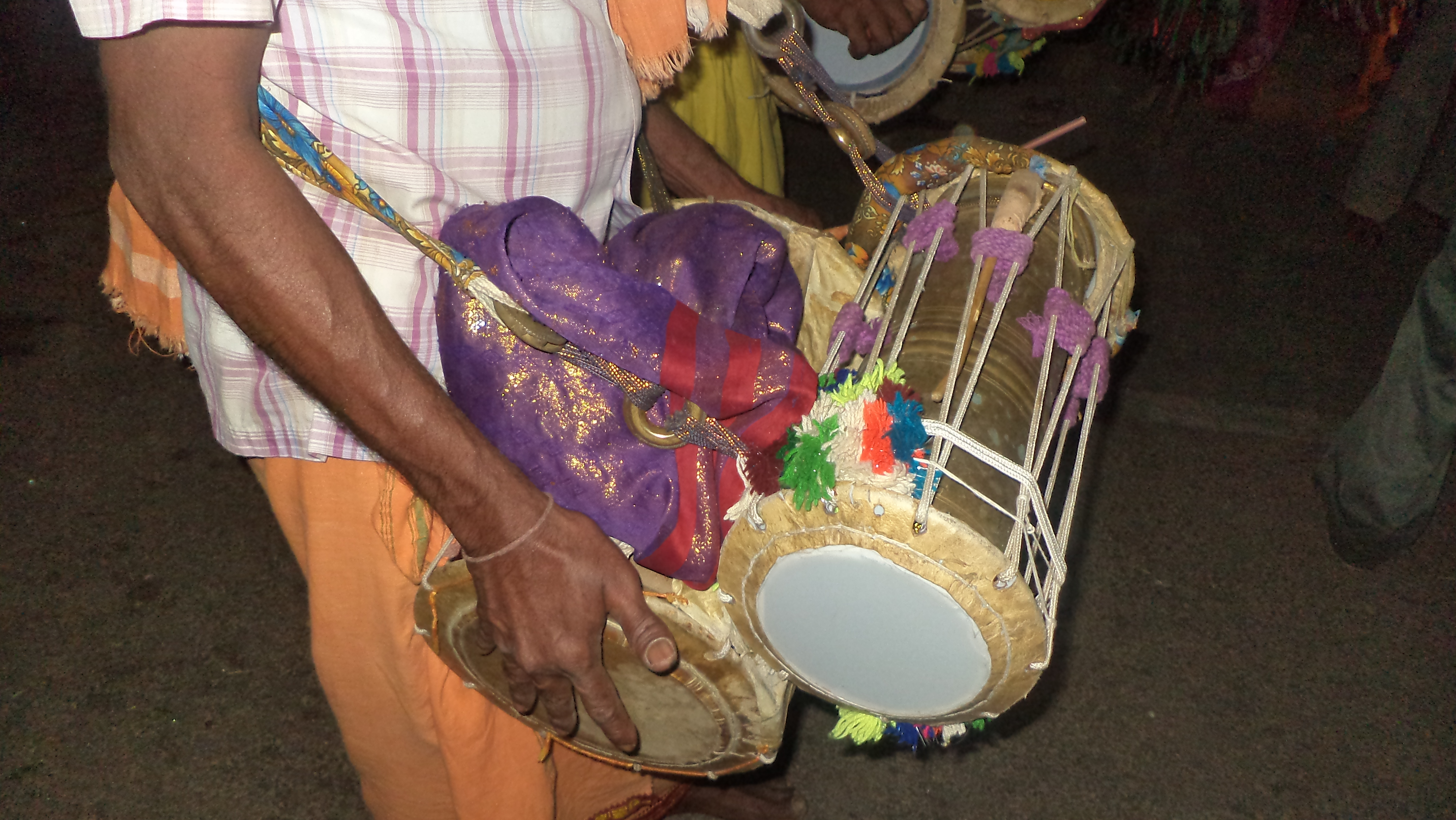
Spielposition

Die pambai gehört zu den in ganz Indien dhol (dhole) genannten und in der Volksmusik gespielten Zylindertrommeln, deren Korpus auf ganzer Länge denselben Durchmesser besitzt. Jede der beiden Trommeln ist etwa 30 Zentimeter lang bei einem Durchmesser von 15 Zentimetern, ihr Korpus besteht aus Holz oder Metall, üblicherweise Messing. Die Membran aus einer Tierhaut (Ziegenhaut) wird nass über einen Holzring gezogen und so festgeklebt, dass sie den Ring vollständig umgibt. Mit dem Trocknen strafft sie sich. Die Membranringe ragen seitlich zwei bis drei Zentimeter über den Korpus hinaus. Durch gleichmäßig an den Ringen verteilte Löcher in der Haut wird eine dicke Schnur gezogen, um die beiden Trommelfelle V-förmig miteinander zu verspannen. Die Schnur lässt sich an der Verbindungsstelle öffnen und nachspannen.
Dieser breite Spannring entspricht der Konstruktion der mit Stöcken geschlagenen Zylindertrommeln chenda in Kerala und chande in Karnataka sowie den in Indien weit verbreiteten Sanduhrtrommeln wie der idakka in Kerala, der urumi in Tamil Nadu, der kleineren südindischen udukai und dem mit den Händen gespielten damaru. Die Tonhöhe bleibt beim Spielen konstant und ist auf beiden Seiten dieselbe, sie wird nicht wie bei der idakka durch Zusammendrücken der Spannschnüre verändert.
Die pambai wird meist im Stehen in waagrechter Position gespielt. Der Musiker trägt zwei seitlich verbundene Trommeln in Hüfthöhe an einem Band um den Hals. Die am Körper anliegende Trommel ist meist etwas größer und produziert einen tieferen Ton, die zweite, kleinere Trommel ragt nach außen. Es werden zwei Holztrommeln (veeru vanam), eine Holz- und eine Messingtrommel (vengala pambai, von vengalam, „Messing“) oder zwei Messingtrommeln kombiniert. Der Spieler schlägt sie beidseitig mit gebogenen Stöcken (häufig aus einem Zweig der Betelnusspalme) oder mit einem Stock auf der einen und einer Hand auf der anderen Seite.

## Spielweise
Üblicherweise wird die pambai auf dem Land bei Ritualen zur Verehrung lokaler Götter an deren Schreinen verwendet. Im südlichen Andhra Pradesh haben sich die Pambalas, Mitglieder einer Gruppe mit einem eigenen gesellschaftlichen Status, auf das Spielen der pambai spezialisiert.
Panguni Uthiram ist ein hinduistisches Jahresfest in Tamil Nadu, das an mehreren Tagen zur Zeit des Vollmonds im Monat Panguni nach dem tamilischen Kalender (entspricht März–April) in Murugan-Tempeln begangen wird. Ein Tempel, in dem dieser Sohn Shivas besonders verehrt wird, befindet sich in der Tempelstadt Palani. Zum religiösen Ritual gehört, dass Götterstandbilder der Nebenschreine in einer Prozession mit Tempelwagen (Rathas) herumgeführt werden. Das reichhaltige Rahmenprogramm beinhaltet Schattenspiele (pomalattam), Straßentheater (terukkuttu), bei dem Tänzer mit einem Wassertopf (karakam) auf dem Kopf agieren, Volkserzählungen (villu pattu) und das Instrumentalensemble nayyandi melam.

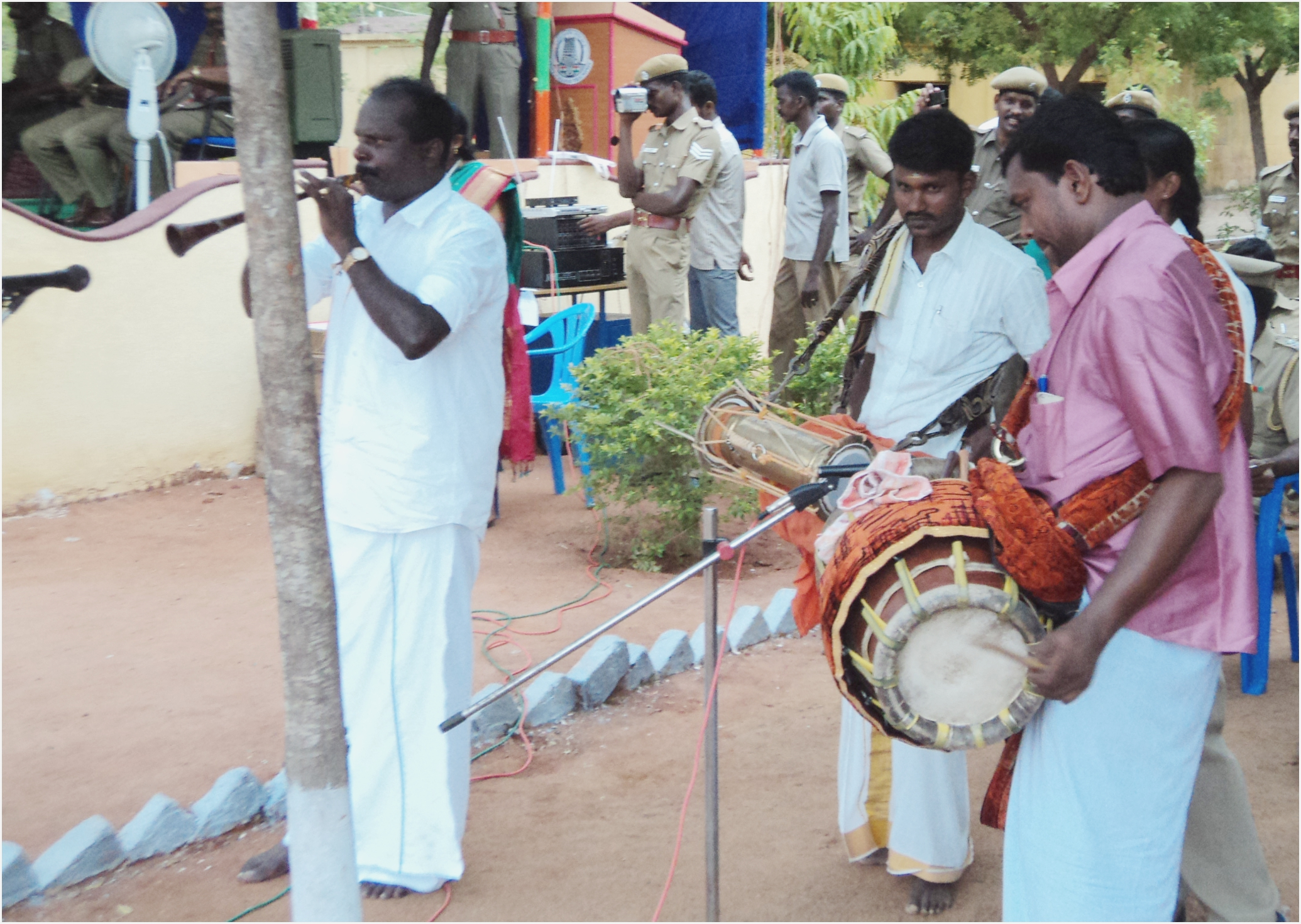
Nayyandi melam: Fasstrommel tavil, dahinter eine pambai, Doppelrohrblattinstrument mukhavina

Üblicherweise verfügt praktisch jedes größere südindische Dorf über ein solches Ensemble, das im Freien bei Festveranstaltungen auftritt und dessen Leiter das Doppelrohrblattinstrument nadaswaram oder das ebensolche kleinere Blasinstrument mukhavina spielt. Die rhythmische Begleitung besteht neben der pambai aus der Fasstrommel tavil und Zimbeln (thalam). Die Musiker tanzen, während sie spielen. Karakattam heißen allgemein verschiedene Tänze mit wassergefüllten Tontöpfen und andere akrobatische Übungen, die besonders im Thanjavur-Distrikt in Tamil Nadu zu Ehren der Pestgöttin Mariamman aufgeführt werden, begleitet von nayyandi melam-Musikern.